# トルクメン・ソビエト社会主義共和国の国歌
「トルクメン・ソビエト社会主義共和国国歌」（トルクメン・ソビエトしゃかいしゅぎきょうわこくこっか）は、ソビエト連邦を構成する共和国の一つであったトルクメン・ソビエト社会主義共和国の国歌である。
1946年に採択され、トルクメンSSR国歌としては1991年まで使用され、1991年にソビエト連邦の崩壊によってトルクメニスタンが独立したとき、1996年までトルクメニスタン国歌として使用された。ただし、トルクメニスタンがソビエト連邦から独立し、ソビエト時代の歌詞が廃止されたため、歌詞はなく、曲だけの国歌となった。それ以降は独立、中立、トルクメニスタンの国歌がトルクメニスタン国歌として使用されている。作曲者は、ヴェリ・ムハトフ。作詞者は、アマン・ケキロフ。

## ノート
1. ↑  Known in Turkmen as: Cyrillic Түркменистан Совет Социалистик Республикасы Дөвлет Гимни, Latin Türkmenistan Sowet Socialistik Respublikasy Döwlet Gimni, Arabic تۆرکمنيستان سوْوت سوْتسياليستيك رسپوُبليكاسؽ دولت گيمنى, UTA Tyrkmenistan Sovet Sotsialistik Respuʙlikasь Dɵvlet Gimni.